# Estádio Proletário Sabino Ribeiro
O Estádio Proletário Sabino Ribeiro, ou simplesmente Sabino Ribeiro, é um estádio de futebol, localizado na cidade de Aracaju, capital do estado de Sergipe. Está localizado no Bairro Industrial e é administrado pela Associação Desportiva Confiança. Tem capacidade para 5.000 pessoas.

## Reforma em 2011
Em concordância com o projeto +1000, que visa criar no clube a cultura de sócio-torcedor atuante na melhoria de sua infra-estrutura, o gramado mas também as acomodações físicas, tais como os vestuários e as salas adjacentes, estão seguindo criteriosos procedimentos de reforma que visam melhor acolher seus atletas e comissão técnica.
Segundo o site do clube, a Diretoria informa que o campo passará a ser prioritariamente utilizado tão somente pelas divisões de base, visando a preparação da equipe para a Copa São Paulo de Futebol Júnior de 2012.

## Aprimoramentos para 2013
No final do segundo semestre de 2012, as condições do Sabino Ribeiro continuam a melhorar. A diretoria do time continua a se empenhar visando, por meio de planejamento antecipado e ao se criar condições estruturais adequadas, o estabelecimento da preparação da equipe condizente com a expectativa da torcida azulina para se efetivar uma grande temporada no ano de 2013. Da mesma forma que no ano anterior, o campo servirá inicialmente para as divisões de base para os treinamentos preliminares à Copa São Paulo de Futebol Júnior de 2013. 

## Melhorias em 2014
No início do ano de 2014, o estádio recebe novas incrementações em sua estrutura física: trata-se da instalação de refletores luminosos que passam a viabilizar a realização de partidas no período noturno.